# Josef Kranner
Josef Ondřej Kranner (německy Joseph (Andreas) Kranner, v matrice zapsán jako Joseph Anton Kranner), 12. červen 1801 Praha – 20. říjen 1871 Vídeň) byl český architekt a kameník období historizujících slohů. V novogotickém triforiu katedrály svatého Víta v Praze je umístěna jeho busta.

## Život
Narodil se v Praze na Malé Straně ve Šporkově ulici, v [Domě čp. 320/III U kameníků, zvaném také U Nejsvětější Trojice. Byl v pořadí desátým dítětem v rodině c. a k. dvorního kameníka Jana Ludvíka Krannera (1764–1828) a jeho manželky Anny, rozené Fischerové. Kamenická profese se v jejich rodině dědila od třicetileté války a zůstal jí věrný i Josef. Nejprve se vyučil v kamenické dílně, kterou vedl jeho otec. Jistě znal i kamenickou práci svého křestního kmotra, sochaře Františka Xavera Lederera († 1811). Studoval na reálném gymnáziu a na závěr na pražské Polytechnice v kreslířské škole u profesora Ludvíka Kohla. V roce 1820 svá učednická léta zakončil cestou na zkušenou do ciziny. Cestoval po Německu, Francii a Itálii. Po návratu z cesty navštěvoval ve Vídni tamní Akademii výtvarných umění. 
V roce 1828 převzal po smrti svého otce vedení jeho kamenické dílny. Měšťanské právo v Praze získal 19. srpna 1833. Oženil se s Johannou Jednorožcovou, se kterou měl šest dětí:
- Jan Křtitel Josef Kranner (nar. 6. srpna 1835), kameník pražské katedrální huti
- Ludvík Jan Nepomuk Kranner (nar. 1836), kameník pražské katedrální huti
- Josef Emmanuel Kranner (nar. 13. leden 1838), zámečník
- Václav Kranner (nar. 27. září 1840)
- Anna Sophia Krannerová (nar. 4. říjen 1842), provdaná Ertlová
- Adalbert Konrad Maria Kranner (nar. 26. listopadu 1846)

V roce 1851 byl povolán do Vídně jako poradce školské reformy technického kreslení

## Dílo
- 1827 nádrž kašny a profilovaný sokl pod jezdeckou sochu sv. Václava od Jana Jiřího Bendla na Koňském trhu v Praze.
- 1827–1828 hrobka knížete Metternicha, kostel sv. Václava, Plasy
- asi 1833 Novostavba domu čp. 782, Praha 1 – Staré Město, Řásnovka 3, nejisté
- 1834 přestavba domu čp. 797/I, Praha 1 – Staré Město, U Obecního dvora 3
- 1834 přestavba bytů v Buquoyském paláci, čp. 484, Praha 1 – Malá Strana, Velkopřevorské náměstí 3
- 1834–1844 Klarův ústav slepců, čp. 131/III, Praha 1 – Malá Strana, Klárov 3, údajně podle projektu Vincence Kulhánka
- 1835–1836 přestavba dřevěného objektu u Sovových mlýnů, Praha 1 – Malá Strana
- 1835–1838 v kamenické dílně, zřízené v domě čp. 1096/II v Soukenické ulici, najal pomocníky, aby sekali a vrtali kamenné vodovodní potrubí. Jednotlivé díly měly vně tvar kvádru o délce asi 80 cm a vnitřní válcový průměr 8 až 23 cm. Každá trubka měla na obou koncích zabroušenou kruhovou drážku, které se spojovaly keramickým tmelem. Kranner se mylně domníval, že jeho potrubí bude trvanlivější než tehdy zaváděné potrubí litinové. Ukázalo se, že spoje těsní špatně a voda uniká. Tak výroba zkrachovala. Některé exempláře potrubí se dochovaly v Plzni a v Praze, jsou například ve sbírce Lapidária Národního muzea v Praze, také ve dvoře domu pánů z Kunštátu a Poděbrad čp.222/I v Řetězové ulici 3, kde však slouží jen jako patníky.
- 1836–1839 Křížová cesta na Petříně, Praha 1 – Malá Strana, nejisté
- 1836–1839 úpravy paláce Kinských, čp. 606/I, Praha 1 – Staré Město, asi podle projektu Heinricha Kocha
- 1837 nájemní dům čp. 1284/II, Praha 1 – Nové Město, Opletalova 37
- 1837 nájemní dům čp. 831/I, Praha 1 – Staré Město, zbořeno při rekonstrukci sousedního areálu Anežského kláštera pro potřeby Národní galerie
- 1840 dvorní křídlo domu čp. 588/I Praha 1 – Staré Město, Celetná 26
- 1840 Občanská plovárna, Praha 7 - Holešovice
- 1840–1844 kaple sv. Rafaela, Klarův ústav slepců
- 1841 projekt nájemního domu čp. 528/I, Praha 1 – Staré Město, Rytířská 1, Uhelný trh 7, V Kotcích 2
- 1842 dvorní křídlo domu čp. 559/I Praha 1 – Staré Město, Celetná 14
- 1842–1843 dostavba západního křídla objektu čp. 416/I „Platýz“, Praha 1 – Staré Město, stavbu v roce 1844 převzal Jan Ripota, který rovněž změnil projekt
- 1843 projekt na přístavbu patra Vrtbovského paláce
- 1843 mobiliář kostela Narození Panny Marie, Turnov
- 1844 mobiliář kostela Nanebevzetí Panny Marie, Mariánské Lázně (spolupráce s Antonínem Turnerem)
- 1844 schodiště z Karlova mostu na Kampu
- 1844–1848 úprava průčelí a věže (r. 1846) Staroměstské radnice podle projektu Pavla Sprengera[2]
- asi 1845 nerealizovaný projekt na přestavbu Lannova paláce, čp. 1030/II, Praha 1 – Nové Město, Hybernská 11
- 1845 křtitelnice pro kostel svatého Bartoloměje v Kyjích
- 1847 projekt přestavby Desfourského paláce, čp. 1023/II, Praha 1 – Nové Město, Na Florenci 21
- 1845–1850 pomník Františka I. (Krannerova kašna), autor sochařské výzdoby: Josef Max za přispění Josefa Kamila Böhma, Praha I, Smetanovo nábřeží, projekt 1845, výstavba 1846–1850
- 1850–1851 nástavba druhého patra nad západním křídlem Vernierovského paláce (Slovanský dům)
- 1851 projekt domu čp. 305/I, Praha 1 – Staré Město, Bartolomějská ulice, zbořeno před 1937
- 1851 dům čp. 1015/II, Praha 1 – Nové Město, Opletalova ul. 55, zbořeno, na místě této budovy dnes stojí Palác Pražské železářské společnosti (Prager Eisenindustrie-Gesellschaft) od Josefa Zascheho z roku 1907
- 1852 pomník bitvy 1849 v Temešváru. Pomník byl po roce 1918 jako symbol Rakousko-uherské minulosti odstraněn a přemístěn na městský hřbitov[3]
- 1852 oprava a přestavba Staré radnice, Litoměřice
- od roku 1855 vedl stavbu Votivního kostela (Votivkirche) ve Vídni podle plánů architekta Heinricha Ferstela
- asi 1857–1858 Lannův palác, čp. 1030/II, Praha 1 – Nové Město, Hybernská 11, prováděl stavitel Jan Ripota [pozn. 1]
- od roku 1859 dostavba katedrály svatého Víta, Václava a Vojtěcha, byl zakládajícím členem a od roku 1861 předsedou Jednoty pro dostavbu chrámu sv. Víta a prvním vedoucím stavby. Zabýval se především opravami původní stavby, navrhl hlavní oltář a nerealizovaný plán dostavby
- novogotická úprava zámku Hluboká
- novogotická úprava zámku Hrádek u Nechanic
- novogotická úprava zámku Žleby

(Soupis díla dle literatury)

## Ocenění díla
- Člen-korespondent The Royal Institute of British Architects (RIBA)
- 1851 cena na Světové výstavě v Londýně

## Galerie

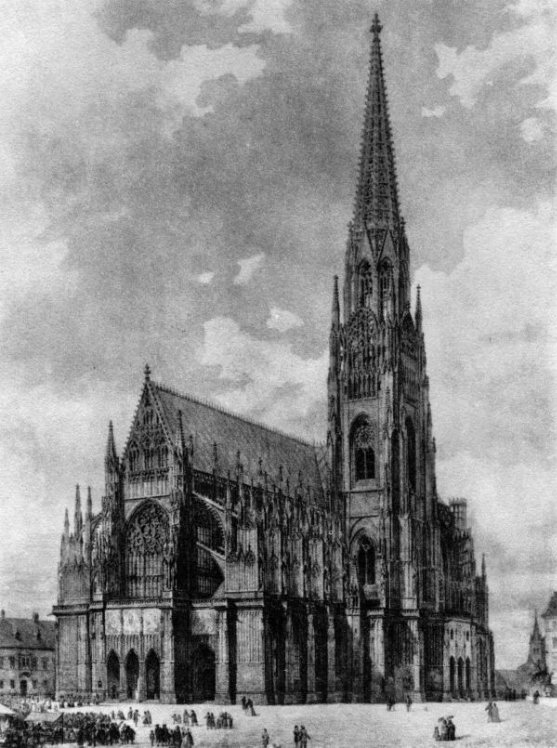
Chrám sv. Víta v konečné podobě dle návrhu Josefa Krannera, 1867
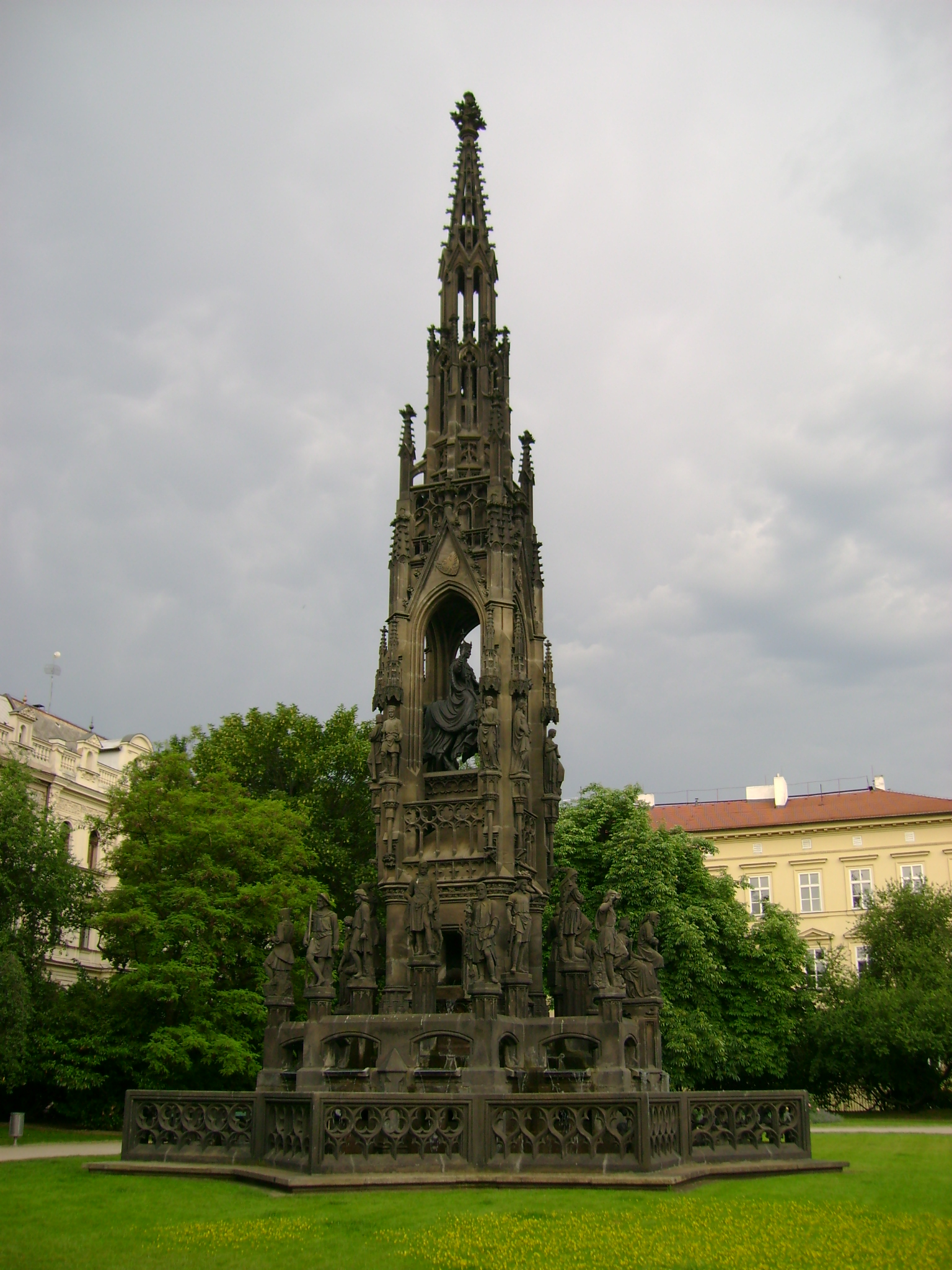
Pomník císaře Františka I., Praha, 1850 („Krannerova kašna“)
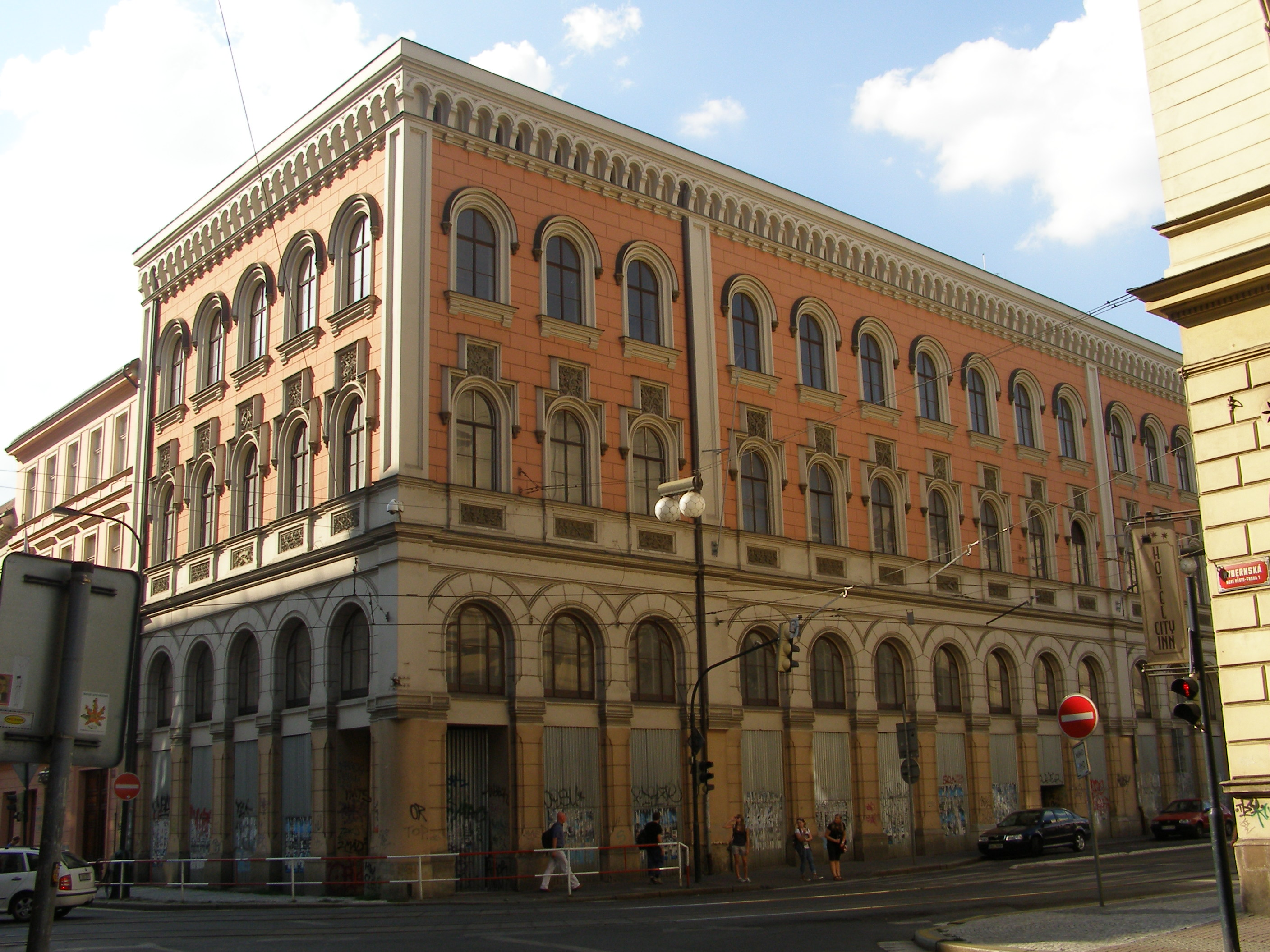
Lannův palác, Praha, Hybernská ul.